# Danza shipibo
El shipibo es una danza de carácter y contenido mítico o mágico-religioso, que adquiere o transmite energía relacionada con la belicosidad en tribus de la Amazonia peruana.
Se ejecuta en diferentes fiestas, como en la tradicional Anisheate (Fiesta Grande). La Danza Shipiba se baila en poblados y caseríos: también la danzan las tribus de Maputay, Yarinacocha, Roboya, en la cuenca del río Ucayali, y en la parte central y oriental de la Amazonia peruana.
Las comunidades nativas celebran o si introducen la danza en las fiestas de San Juan (junio), carnavales (febrero) y otras de tipo patronal.